# جورج هيلبرت
جورج هيلبرت (بالفرنسية: Georges Hilbert)‏ هو نحات فرنسي، ولد في 20 مارس 1900 في الغزوات في الجزائر، وتوفي في 6 سبتمبر 1982 في Saint-Martin-d'Abbat ‏ في فرنسا.